# Steatoda moerens
Steatoda moerens är en spindelart som först beskrevs av Tord Tamerlan Teodor Thorell 1875.  Steatoda moerens ingår i släktet vaxspindlar, och familjen klotspindlar. Inga underarter finns listade i Catalogue of Life.